# Grisalla

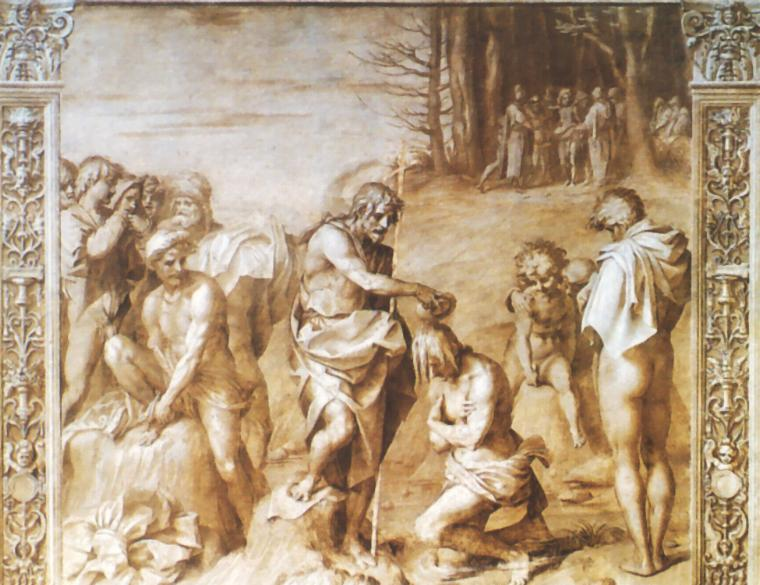
El Bautismo de Cristo, fresco en grisalla de Andrea del Sarto, en el Chiostro dello Scalzo, Florencia (1511-1526)

La grisalla (del francés grisaille) es una técnica pictórica basada en una pintura monocroma que produce la sensación de ser un relieve escultórico. Fue puesta de moda por diversos pintores en el siglo XIV, quienes la emplearon en bocetos y dibujos preparatorios para lograr un efecto de relieve mediante un claroscuro muy matizado, haciendo diversas gradaciones de un solo color, generalmente gris o amarillo oscuro, buscando un color lo más cercano posible al de la piedra.
Asimismo, también es un procedimiento de pintura policroma, con la particularidad de que divide el proceso de trabajo en dos fases diferenciadas, tratando por separado la forma y el color. Esta variante ha sido uno de los métodos predilectos de los pintores desde la Edad Media hasta el siglo XVII.

## Historia
Aunque el uso de la grisalla arranca en la Alta Edad Media, su generalización comenzó en Francia, en el taller del pintor y escultor André Beauneveu. Se usaba principalmente en manuscritos iluminados (como el libro de horas Heures de Jeanne d'Évreux, de Jean Pucelle, The Cloisters, Nueva York), y sobre todo en marcos, en sustitución de esculturas o elementos arquitectónicos (Salterio del duque de Berry, 1380-1385, atribuido a Beauneveu, Bibliothèque Nationale, París). Durante el reinado de Carlos V, su uso tuvo un notable auge, sobre todo en la miniatura, la vidriera y la pintura (Frontal de Narbona, Louvre). Es posible que el autor anónimo sea Jean d'Orléans. Su utilización es una de las características de la pintura de los países nórdicos: en el dorso de los retablos era característica la representación de una Anunciación en grisalla (Políptico de Gante, Jan Van Eyck, catedral de San Bavón, Gante).

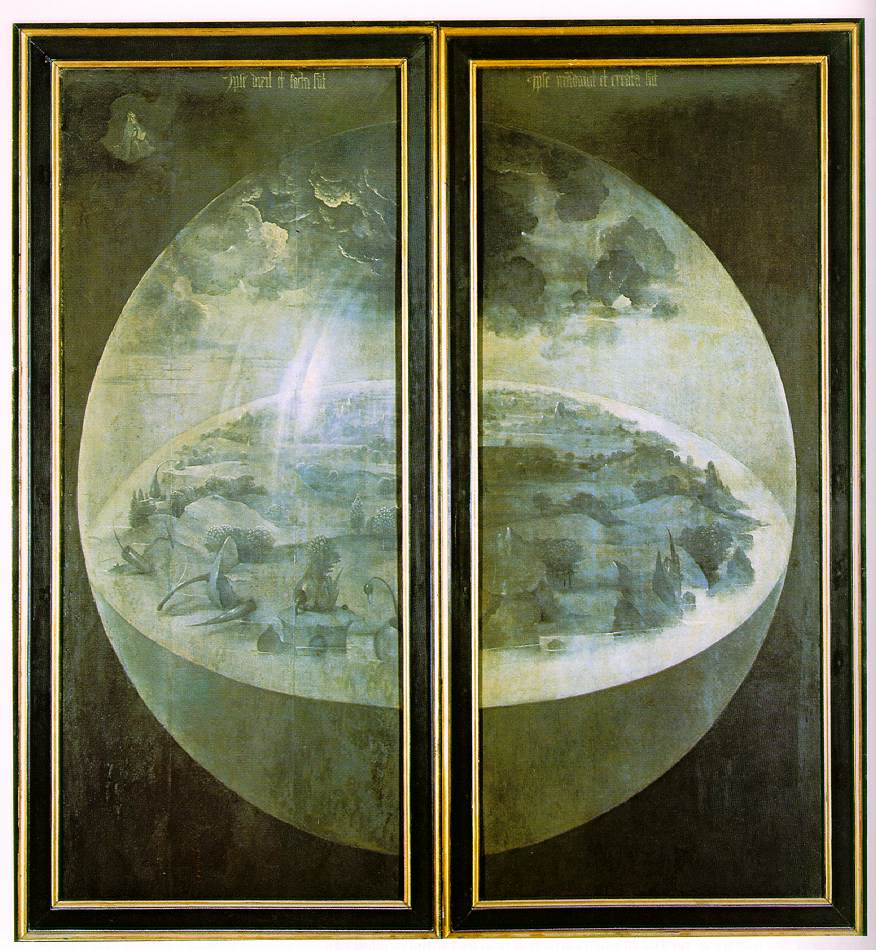
El jardín de las delicias de El Bosco, cerrado

Durante un tiempo, la grisalla recibió una función religiosa, ya que fue asociada por la liturgia católica al tiempo de Cuaresma, pero pronto perdió esta función: en tiempos de Bruegel y El Bosco (El vendedor ambulante, Museo Boymans Van Beuningen, Róterdam), se convirtió en un procedimiento pictórico que, a través de una falsa perspectiva, evidenciaba la habilidad del pintor. De esta forma fue utilizada por numerosos artistas, como Andrea del Sarto, Correggio, Beccafumi, Rubens y Van Dyck. 
A mediados del siglo XVI, la grisalla tuvo un gran desarrollo en el esmalte, con Pierre Reymond y los hermanos Pénicaud. En el siglo XVIII, pintores rococó –Boucher y Pittoni entre ellos– la emplearon como técnica para bocetos. El belga Piat Sauvage se especializó en falsos bajorrelieves pintados en grisalla. Desde entonces ha seguido siendo una técnica utilizada por muchos artistas.

La grisalla fue también muy empleada en vidriería, sobre todo en la Edad Media. Por lo general se empleaba el marrón o el negro (a veces el verde, especialmente en Austria), compuestos de una mezcla de vidrios pulverizados y óxidos metálicos diluida en vino o resina. Esta mezcla servía para matizar las tonalidades del vidrio, o bien para contrastar los colores. También se usaba para remarcar los trazos del dibujo o para dar volumen a las figuras. Una vez aplicada la grisalla, el vidrio se cocía de nuevo para que la mezcla se le adhiriera, gracias al vidrio pulverizado con que contaba entre sus componentes.

## Galería de imágenes

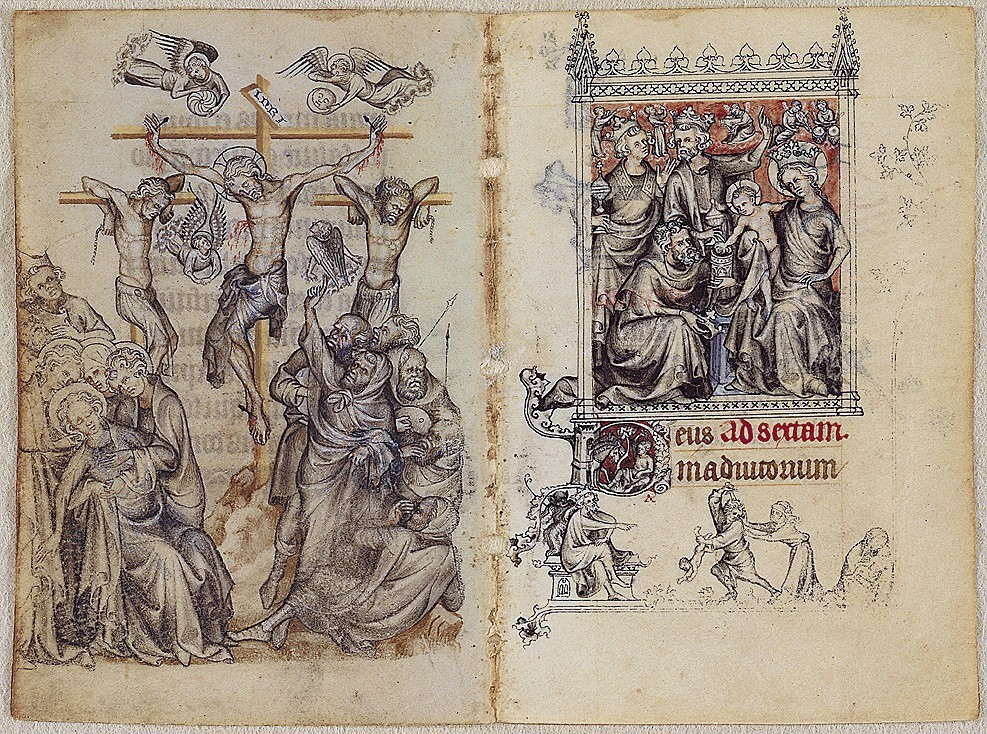
Libro de horas de Jeanne d'Evreux: Crucifixión y Adoración de los Reyes (ff. 68v-69), Jean Pucelle. Museo Metropolitano de Arte, Nueva York
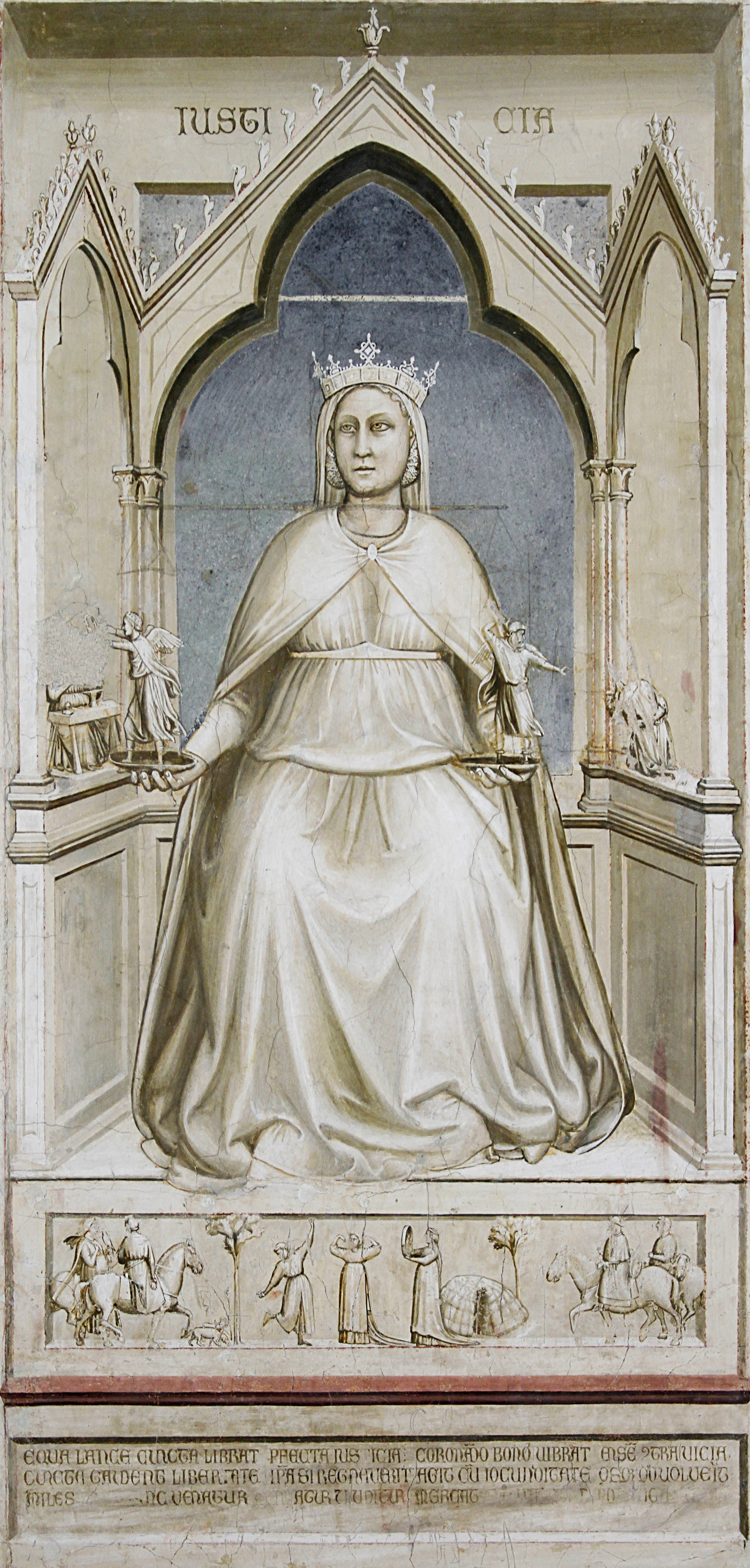
La Justicia, Giotto. Capilla de los Scrovegni, Padua
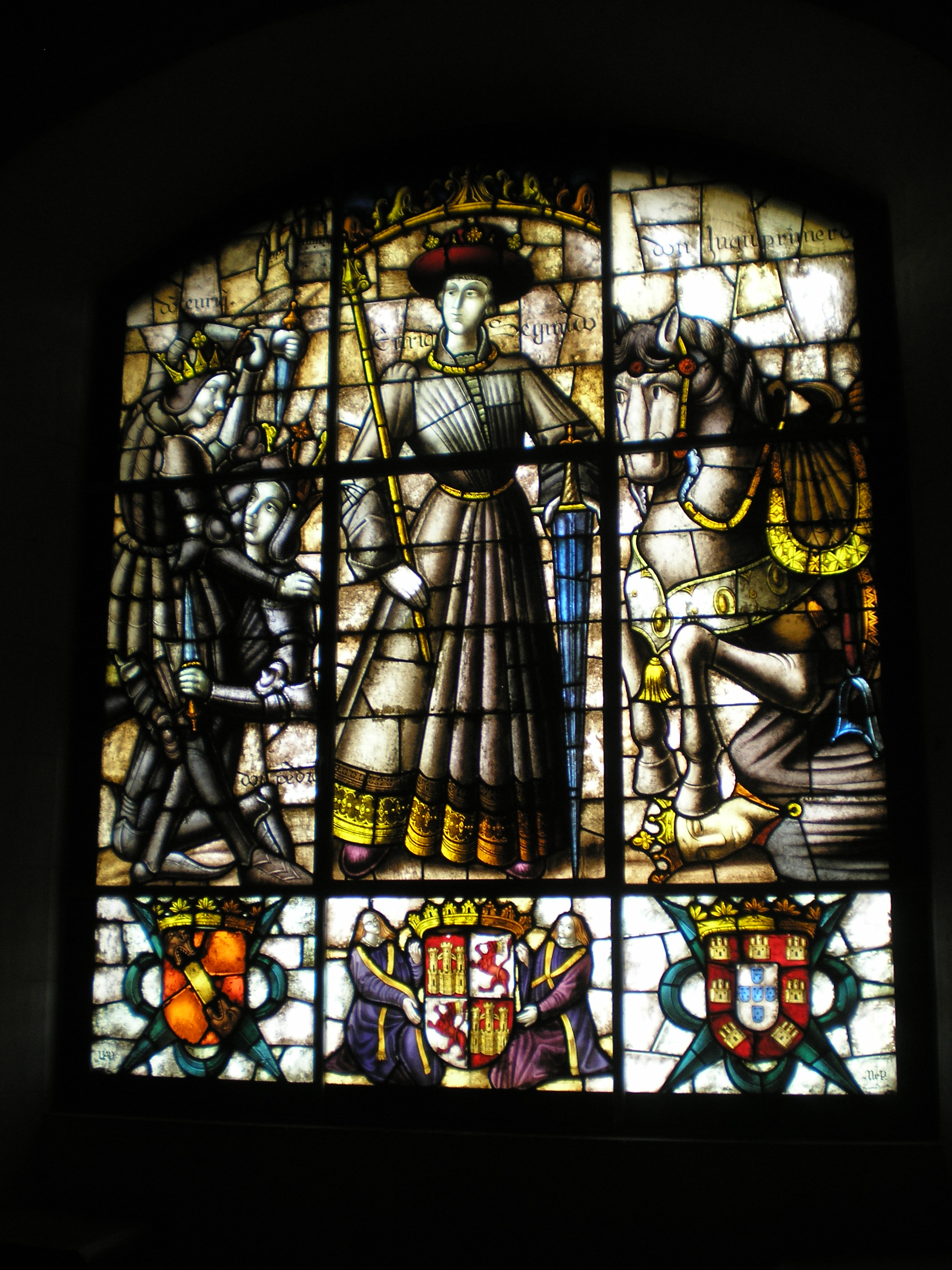
Ejemplo de grisalla aplicada en vidrio en el Alcázar de Segovia
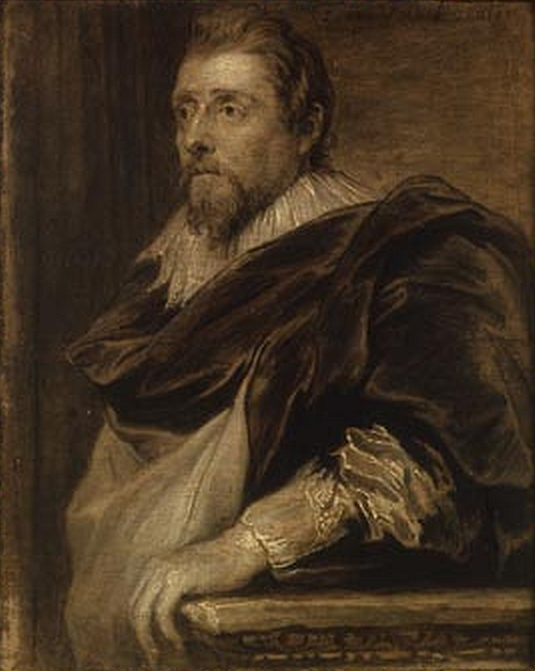
Retrato de Frans Francken el Joven, van Dyck. Boughton House, Inglaterra

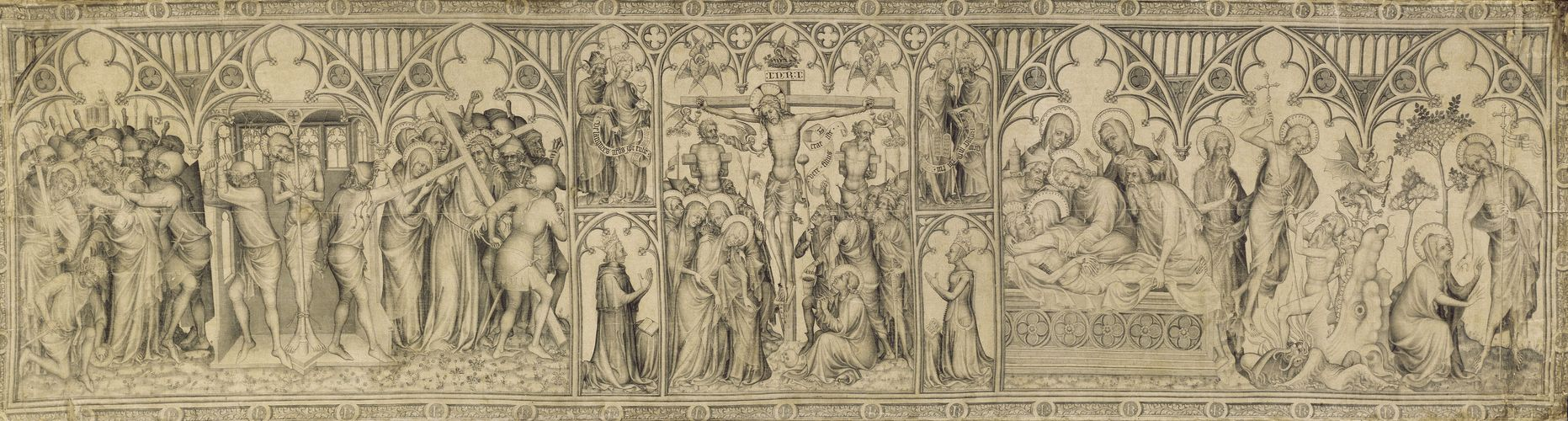
Frontal de Narbona en el Museo del Louvre, París